# Mortogenesia mesopotamica
Mortogenesia mesopotamica is een haft uit de familie Palingeniidae. De wetenschappelijke naam van de soort is voor het eerst geldig gepubliceerd in 1921 door Morton.
De soort komt voor in het Palearctisch gebied.